# Бильге-Кутлуг-хан
Бильге-Кутлуг-хан (кит. упр. 骨咄葉護, пиньинь guduoyehu, палл. Гудоеху, личное имя Кутлуг, , устар. Бигя Гудулу-хан; личное имя (вероятно) кит. упр. 阿史那骨咄葉護, пиньинь ashinaguduo, палл. Ашина Гудо. Каган Восточно-тюркского Каганата с 739 по 741 год. Второй сын Бильге-хан Богю.

## Правление
После смерти Йоллыг-тегин Ижань-хана власть перешла к его брату Кутлугу, который был не готов для самостоятельного правления, поэтому в реальности правила его мать. Китайский военачальник Ли Чжи привёз грамоты, где указывалось, что император признаёт его 登利可汗 (Дэнли кэхань, транскрипция тюркского Тэнгри-хан). На Новый Год каган прислал поздравления императору.
К 741 году власть кагана (точнее фаворита ханши Иньсы Даганю) ослабла и родовые объединения перестали подчиняться ему. Ханы собирали свои войска и вступали в стычки друг с другом и с соседями. Каган был вынужден казнить западного шада и принять командование над войсками. Пан Кюль-тегин, восточный шад, испугался за свою жизнь и развязал гражданскую войну.

## Гражданская война
Существует расхождения в источниках (Цзычжи Тунцзянь, Тан Шу, тюркские рунические записи) относительно следующих событий. Здесь излагается версия Тан Шу. Пан Кюль-тегин убил кагана Бильге-Кутлуг-хана и возвёл на престол первого сына Бильге-Кутлуг-хана (при этом указывалось, что Кутлуг был малолетен). Ябгу Кут (Гуду Шеху) убил нового кагана и поставил каганом Сюаня, второго сына Бильге-Кутлуг-хана. Вскоре он передумал: казнил своего ставленника и объявил каганом себя.
В 742 против узурпатора поднялись уйгуры, басмалы и карлуки. Они убили Кута и басмальский Гйедйе Иси-хан объявил себя независимым ханом, уйгурский и карлукские ханы взяли себе титулы ябгу.
Остатки тюркских старейшин возвели на престол Озмыш-тегин-хана, сына Пан Кюль-тегина